# Circuit (sport)

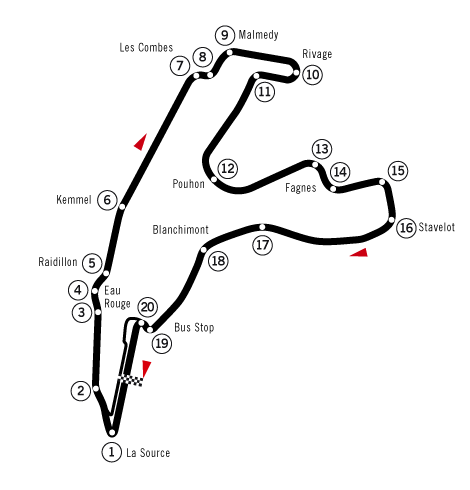
Tracé van het circuit van Spa-Francorchamps

Een circuit is een rondlopend parcours, dus begin en einde sluiten op elkaar aan. Circuits worden voor veel snelheidssporten en duursporten gebruikt, maar de term is het meest gangbaar in de  auto- en motorsport. Gewoonlijk worden er meerdere rondes gereden. Circuits kunnen op allerlei kenmerken ingedeeld worden zoals naar vorm, grootte, wedstrijdoppervlak of naar het originele doel van het circuit. Hier volgt een indeling van een aantal circuittypes.

## Wegcircuit
Een wegcircuit is een gesloten circuit met daarin bochten die linksaf en rechtsaf kunnen gaan, hoewel ook wegcircuits met alleen bochten in één richting bestaan, en een onregelmatig profiel. Deze circuits zijn meestal omgeven door grindbakken en bandenstapels om crashende voertuigen op te vangen. Een wegcircuit bestaat uit wegen, verhard of niet, of probeert deze te simuleren.
Bekende wegcircuits zijn: TT-Circuit Assen, Spa-Francorchamps, Indianapolis 500, Le Mans, Laguna Seca, Circuit Park Zandvoort, de Nürburgring en het circuit van Monaco. Als men kijkt naar hun originele doel dan ontdekt men dat het TT-Circuit, Spa, Le Mans en Monaco in eerste instantie niet bedoeld waren om op te racen. Dit houdt in dat ze deels, semi- of niet doelgericht gebouwd zijn. Ook kan geconcludeerd worden dat sommige van deze circuits niet te allen tijde open zijn voor sport maar ook voor verkeer, luchthavengebruik of iets anders. Dit betekent dat ze slechts deels of niet permanent (tijdelijk) zijn. Tijdelijke wegcircuits in een stad worden stratencircuits genoemd. Overige wegcircuits worden simpelweg wegcircuit genoemd of, wanneer tijdelijk, soms "echt wegcircuit".

## Ovaal circuit
Een ovaal circuit is een circuit met meestal een ovale vorm, hoewel driehoeken, rechthoeken en zelfs niervormen voorkomen. Het parcours bevat doorgaans geen bochten met een disproportionele radius. De meest gebruikte benaming is de Engelse term oval. Dit type circuit wordt wat vaker verhard met beton dan wegcircuits, maar asfalt heeft toch de voorkeur. Vaker dan wegcircuits worden deze circuits niet verhard maar wel permanent gemaakt. Op dit type circuit worden tegenwoordig meestal alleen autoraces gehouden, de meeste ovals zijn niet geschikt voor motoren. Bij de races wordt vrijwel altijd linksom gereden, alleen bij een klasse met het stuur rechts en soms in het midden gemonteerd wordt rechtsom gereden. Op deze circuits is meestal sprake van een bepaald percentage aan zogenaamde banking. De baan staat dan onder een bepaalde helling ten opzichte van de binnen en buitenkant van de baan (zie: kombocht). De baan is meestal omzoomd door een muur om crashende voertuigen op te vangen.
Bekende ovals zijn: Indianapolis Motor Speedway, Talladega Superspeedway, Daytona International Speedway en Bristol Motor Speedway. De oval van Talladega is in principe de aller-snelste oval, maar omdat Indycars in de laatste twintig jaar niet op het circuit hebben kunnen rijden uit veiligheid is de Auto Club Speedway momenteel officieel de snelste en komt daar waarschijnlijk geen verandering in. De oval in Bristol is een van de kortste binnen NASCAR: zo'n 800 meter.
Ovals zijn meestal permanent en vaak doelgericht gebouwd. Wel zijn in de VS vele ovals die ooit of nog steeds dienstdoen/deden als paardenrenbaan.
Ovals zijn vooral populair in Noord-Amerika, met name de VS, en in mindere mate op de Britse eilanden. Toch wordt in Nederland ook op zulke ovale circuits gereden, onder andere op Circuit De Polderputten in Ter Apel, het Midland Circuit in Lelystad, het JABA-circuit in Posterholt en Circuit de Peel in Venray. Hier worden zogenaamde ovalracing- en (auto)speedwaywedstrijden gereden. Deze banen in Nederland variëren van 400 tot 650 meter. Naast de asfalt banen zijn er nog diverse onverharde ovals waaronder in Sint Maarten, Texel en Blauwhuis. Ook België heeft een oval: de CAMSO speedway in Warneton. Voorheen waren er meer waarvan twee onder CAMSO maar die zijn alweer verdwenen.
Het voormalige circuit in Baarlo "De Berckt" had een lengte van 1 kilometer. Het was het langste oval-circuit van Europa voor de F1 Stock Car-klassen. Het werd eind jaren 90 gesloten.

## Rovals
Roval is de informele aanduiding voor een ovaal circuit met een asymmetrische, ongewone of langwerpig-rechthoekige vorm. Hoewel rovals technisch gezien onder de ovale circuits vallen, kunnen zij door hun afwijkende vorm, bochten, remgedeelten en moeilijkheidsgraad toch van standaardcircuits worden onderscheiden. Onder meer de racecircuits Daytona, Pocono, Phoenix en Indianapolis worden als rovals beschouwd. De term is afgeleid van de Engelse woorden roadcourse (wegcircuit) en oval (ovaal). Door de populariteit van ovals in de VS zijn deze circuits daar ruim vertegenwoordigd.